# Rio Călata
O Rio Călata é um rio da Romênia, afluente do Rio Crişul Repede, localizado no distrito de Cluj.